# Marlos
Marlos Romero Bonfim (São José dos Pinhais, 7. lipnja 1988.) ili kraće Marlos, bivši je brazilski nogometaš. Godine 2017. stekao je ukrajinsko državljanstvo te od tada nastupa i za ukrajinsku nogometnu reprezentaciju.

## Igračka karijera
Profesionalnu karijeru započeo je u Coritibi, te je nastupao još za São Paulo i urugvajski Rentitas prije nego što je 2012. potpisao za Metalist Harkiv. Dvije sezone kasnije prelazi u Šahtar Donjeck s kojim potpisuje petogodišnji ugovor. Sa Šahtarom je tri puta osvajao ukrajinsku Premier ligu, četiri puta kup te tri puta superkup. Također je proglašen najboljim igračem lige sezone 2017./18., kada je bio i drugi najbolji strijelac iza klupskog suigrača Facunda Ferreyre. 
Nakon stjecanja državljanstva, za ukrajinsku reprezentaciju debitirao je 2017. u susretu kvalifikacija za svjetsko prvenstvo 2018. protiv reprezenatacije Kosova, te time postao drugi Brazilac nakon Edmara koji je nastupio za Ukrajinu.

## Uspjesi

### Klupski uspjesi
Coritiba
- Brazilska Série B: 2007.
- Državno prvenstvo Parane: 2008.

Šahtar Donjeck
- Ukrajinska Premier liga: 2016./17., 2017./18., 2018./19., 2019./20.
- Ukrajinski nogometni kup: 2015./16., 2016./17., 2017./18., 2018./19.
- Ukrajinski nogometni superkup: 2014., 2015., 2017., 2021.

## Vanjske poveznice
- Marlos, Transfermarkt